# Пойвай (річка)
Пойва́й (рос. Пойвай) — річка в Удмуртії (Увинський та Зав'яловський райони), Росія, ліва притока Нирсевайки.
Річка починається за 5 км на північ від присілку Пойвай, через яке потім і протікає. Тече спочатку на південь, біля присілку Пойвай повертає на південний захід. У середній течії робить зворотній вигин на південний схід. Нижня течія спрямована на південний захід, захід та північний захід. Особливістю є те, що майже вся довжина річки відноситься до території Увинського району і лише територія присілку Пойвай — до Зав'яловського. Впадає до Нирсевайки навпроти колишнього присілку Удмуртський Чекан. Приймає багато менших приток. Річище має заліснені та заболочені береги.
Над річкою розташовано присілок Пойвай, де збудовано автомобільний міст.
| Річка | Це незавершена стаття про річку. Ви можете допомогти проєкту, виправивши або дописавши її. |